# Tiana
Tiana (sardinski: Tìana) je grad i općina (comune) u pokrajini Nuoru u regiji Sardiniji, Italija. Nalazi se na nadmorskoj visini od 564 metra i ima 499 stanovnika.
 Prostire se na 19,32 km². Gustoća naseljenosti je 26 st/km².
Susjedne općine su: Austis, Desulo, Ovodda, Sorgono, Teti i Tonara.